# Северная дамба (Пермь)

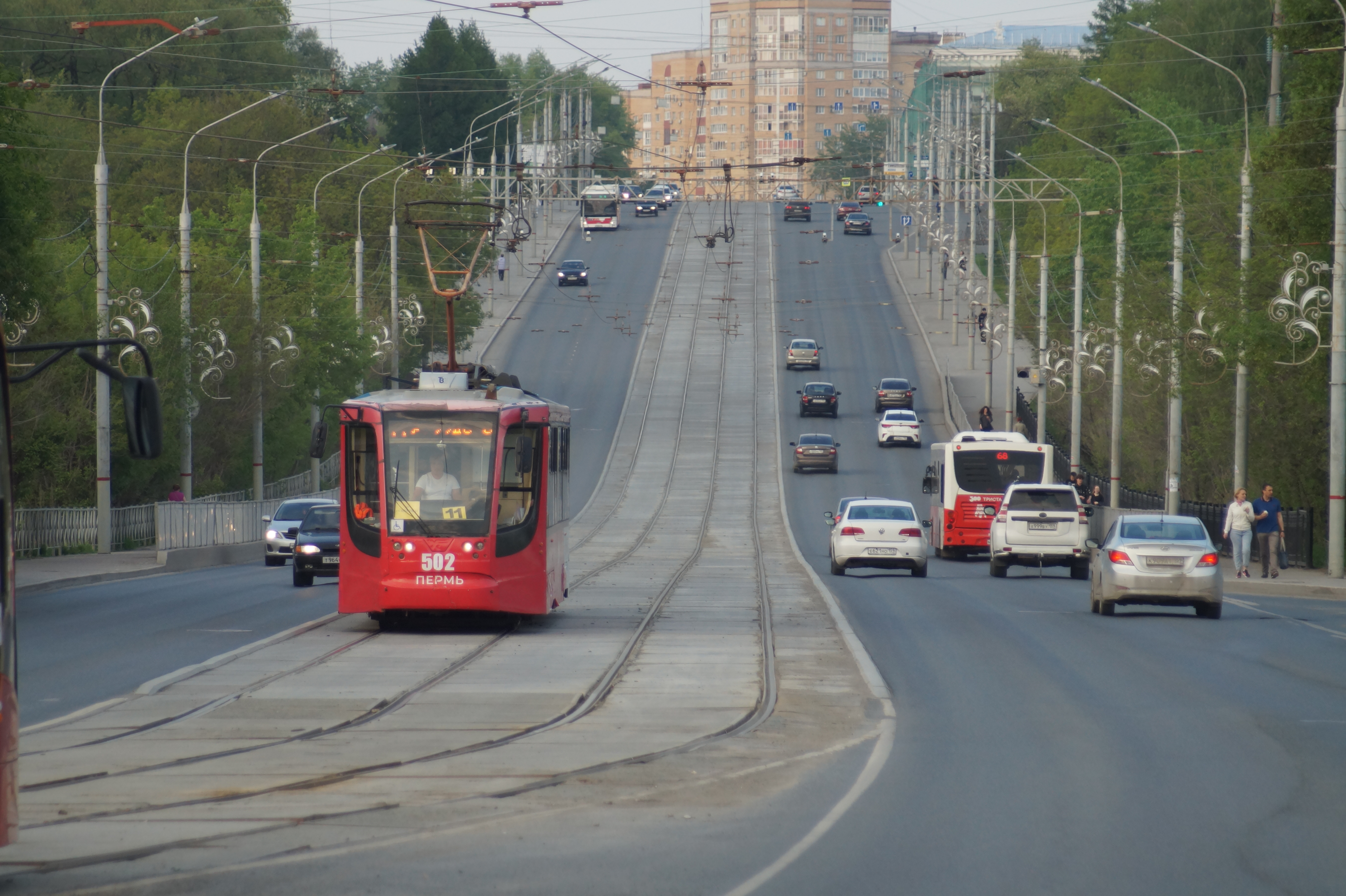
Северная дамба в мае 2023-го

Северная дамба — улица, связывающая Мотовилихинский район и центральную часть города Перми. Одна из важнейших транспортных артерий города. Пролегает через северную часть Егошихинского лога.
Предшественником дамбы был трамвайный мост по ул. Парковая, открытый в 1926 году. Мост не выдерживал большого потока машин, на нём часто создавались пробки и заторы, в связи с чем было принято решение о строительстве о нового пути.
Строительство дамбы началось в 1950-х годах. В 1953 году в трубу была взята речка Егошиха. В сентябре 1959 года по дамбе прошёл первый трамвай.
В 1962 году по дамбе прошёл первый троллейбус «Площадь дружбы — Центральный рынок».
Полностью движение на дамбе останавливалось в 1996 и 2017 годах в связи с реконструкцией.